# Beljaevka
Beljaevka (in russo Беляевка?) è un villaggio della Russia europea sudorientale, situato nell'oblast' di Orenburg; è il centro amministrativo del rajon Beljaevskij.
Si trova sulla riva sinistra dell'Ural, 100 km a sud-est di Orenburg.